# Carlos García Cambón
Carlos María García Cambón (Buenos Aires, 27 de março de 1949 – 27 de abril de 2022) foi um futebolista argentino.
García Camón foi formado no Chacarita Juniors, debutando em 1967. Integrou o plantel que deu o único título dos funebreros no campeonato argentino, tendo conquistando o Metropolitano de 1969, torneio que era mais valorizado que o próprio campeonato Nacional. Ficou quatro anos nos tricolores, saindo como o principal goleador do clube nos confrontos contra o Atlanta, com oito tentos em 17 dérbis - é também o maior artilheiro deste clássico.
Em 1974, chegou ao Boca Juniors. Era questionado pois, mesmo goleador, era um atacante que não costumava ficar na área adversária. Mas uma estreia histórica o tornaria um mito entre os xeneizes: foi contra o River Plate realizado em 3 de fevereiro, vencido por 5–2 pelos auriazuis com quatro gols dele, até hoje o jogador que mais marcou em um único Superclásico. Depois daquele jogo, sua quantidade de gols não foi a mesma pelo resto do ano, mas foi o maior artilheiro boquense em 1975. Em 1976, participou da conquista dupla do Boca no campeonato argentino, faturando tanto o Nacional quanto o Metropolitano.
Porém, não se adaptando ao esquema do técnico Juan Carlos Lorenzo, acabou deixando o clube, indo jogar no Unión. E na equipe de Santa Fe ele encerraria a carreira de jogador. Chegou a trabalhar novamente no Boca Juniors, como técnico interino. Sob seu comando provisório em 1998, os bosteros iniciaram uma série de invencibilidade que culminaria posteriormente, já com Carlos Bianchi como treinador efetivo, em um recorde nacional de 40 jogos invictos - García Cambón contribuiu com os seis primeiros deles.
Morreu em 27 de abril de 2022, aos 73 anos de idade, em decorrência do aneurisma da aorta abdominal.

## Títulos
Chacarita Juniors
- Campeonato Argentino: Metropolitano 1969

Boca Juniors
- Campeonato Argentino: Nacional e Metropolitano 1976